# Répartiteur électronique de freinage
 (mars 2013).
Si vous disposez d'ouvrages ou d'articles de référence ou si vous connaissez des sites web de qualité traitant du thème abordé ici, merci de compléter l'article en donnant les références utiles à sa vérifiabilité et en les liant à la section « Notes et références ».
Pour les articles homonymes, voir EBD et REF.
Un « répartiteur électronique de freinage » ou REF (en anglais, « Electronic brakeforce distribution » ou EBD) est un système électronique monté sur les véhicules permettant d'optimiser la répartition de freinage entre le train avant et le train arrière afin de tenir compte du transfert de masse lors d'une décélération du véhicule. Toutefois, il n'intervient que lors de freinages intensifs (en général si la décélération est au moins égale à 5 m/s2). Contrairement au système ESP son intervention n'est pas signalée au conducteur par un voyant et il ne peut être déconnecté.

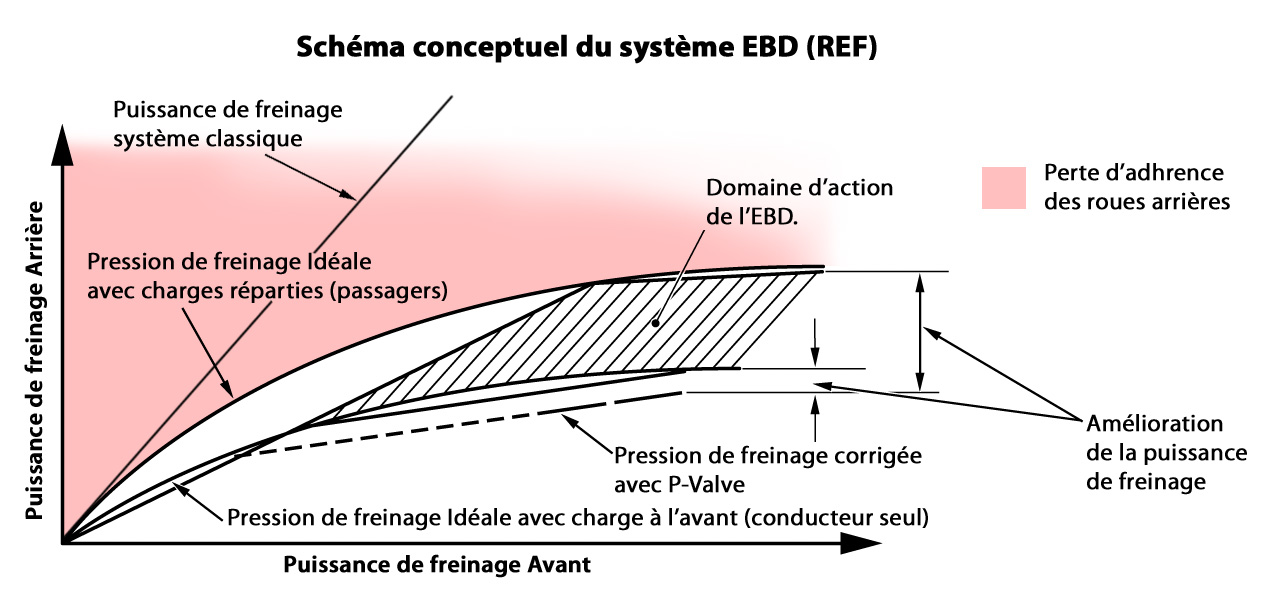
Schéma Conceptuel du fonctionnement de l'EBD.

## Description
Le répartiteur électronique de (la puissance de) freinage est une technique automobile équipant la plupart des véhicules modernes disposant d'un ABS. Sa raison d'être principale est d'améliorer l'efficacité du freinage des véhicules automobiles en tirant le meilleur parti possible de l'adhérence des roues arrière moins chargées, surtout si le moteur est situé à l'avant, du fait du transfert de masse opéré vers l'essieu avant. Il opère conjointement avec l'ABS afin d'éviter le blocage des roues arrière pour ne pas perturber la trajectoire.
Ce problème de répartition des masses est aggravé lorsque le chargement du véhicule est essentiellement sur l'avant (exemple : moteur à l'avant avec aucun passager et aucune charge à l'arrière).
Le système REF ou EBD succède au répartiteur de freinage (P-Valve) qui permettait une répartition de la pression de freinage entre les roues avant et arrière d'un véhicule automobile, souvent en reliant le ressort taré à la suspension arrière. Cette technique était aussi utilisée sur certains véhicules automobiles de compétition où les pilotes décidaient à l'avance du réglage à adopter en fonction des paramètres de course.
En 2019, les systèmes les plus perfectionnés visent à améliorer le freinage lorsque la voiture se trouve dans une courbe. Ces systèmes commandent des pressions de freinage différentes aux roues intérieures et aux roues extérieures[réf. souhaitée].